# Alton (Indiana)
Alton es un pueblo ubicado en el condado de Crawford en el estado estadounidense de Indiana. En el Censo de 2010 tenía una población de 55 habitantes y una densidad poblacional de 111,77 personas por km².

## Geografía
Alton se encuentra ubicado en las coordenadas 38°7′12″N 86°25′8″O / 38.12000, -86.41889. Según la Oficina del Censo de los Estados Unidos, Alton tiene una superficie total de 0.49 km², de la cual 0.45 km² corresponden a tierra firme y (9.47%) 0.05 km² es agua.

## Demografía
Según el censo de 2010, había 55 personas residiendo en Alton. La densidad de población era de 111,77 hab./km². De los 55 habitantes, Alton estaba compuesto por el 96.36% blancos, el 0% eran afroamericanos, el 0% eran amerindios, el 0% eran asiáticos, el 0% eran isleños del Pacífico, el 3.64% eran de otras razas y el 0% pertenecían a dos o más razas. Del total de la población el 3.64% eran hispanos o latinos de cualquier raza.